# Mullingar

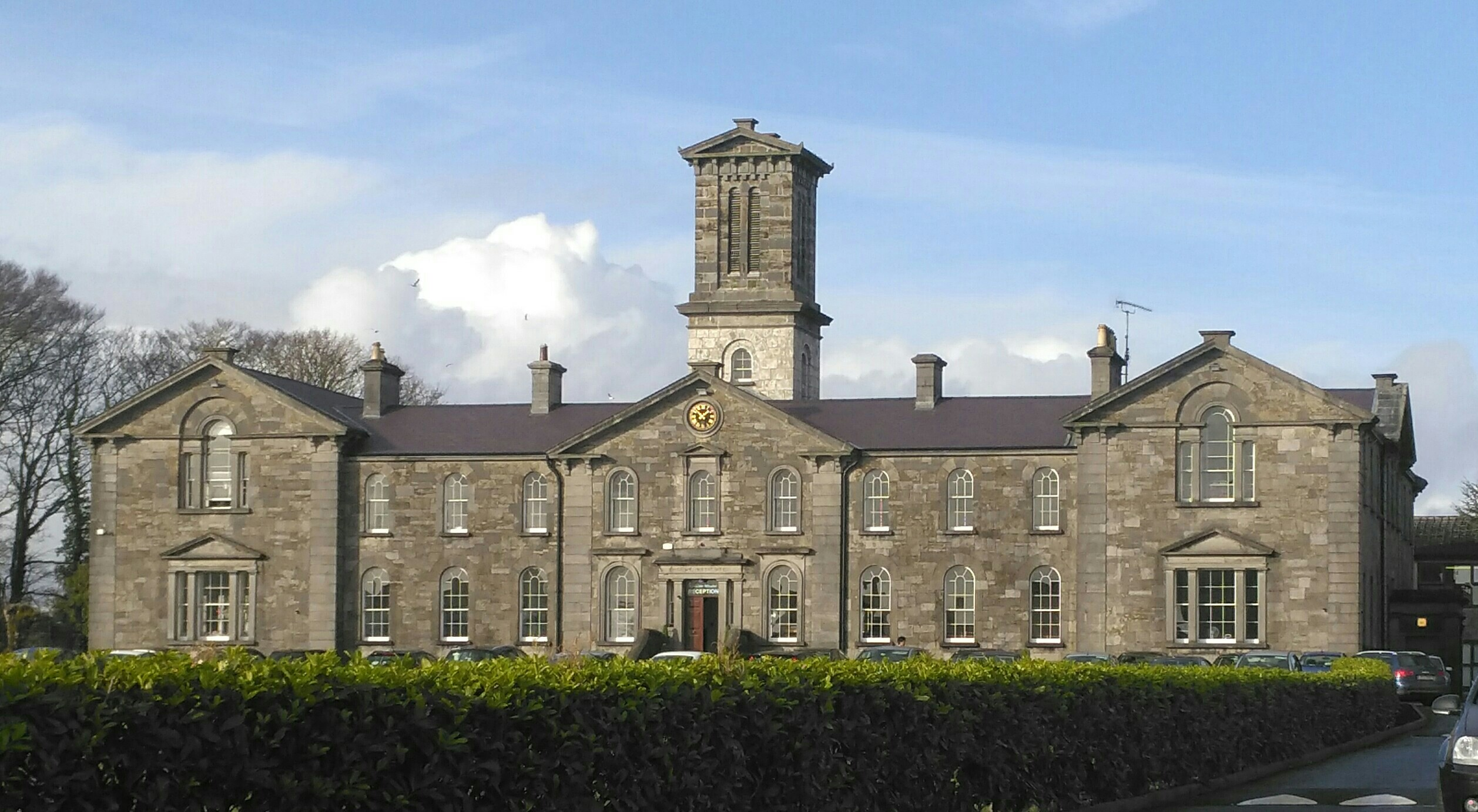
Hevey Institute

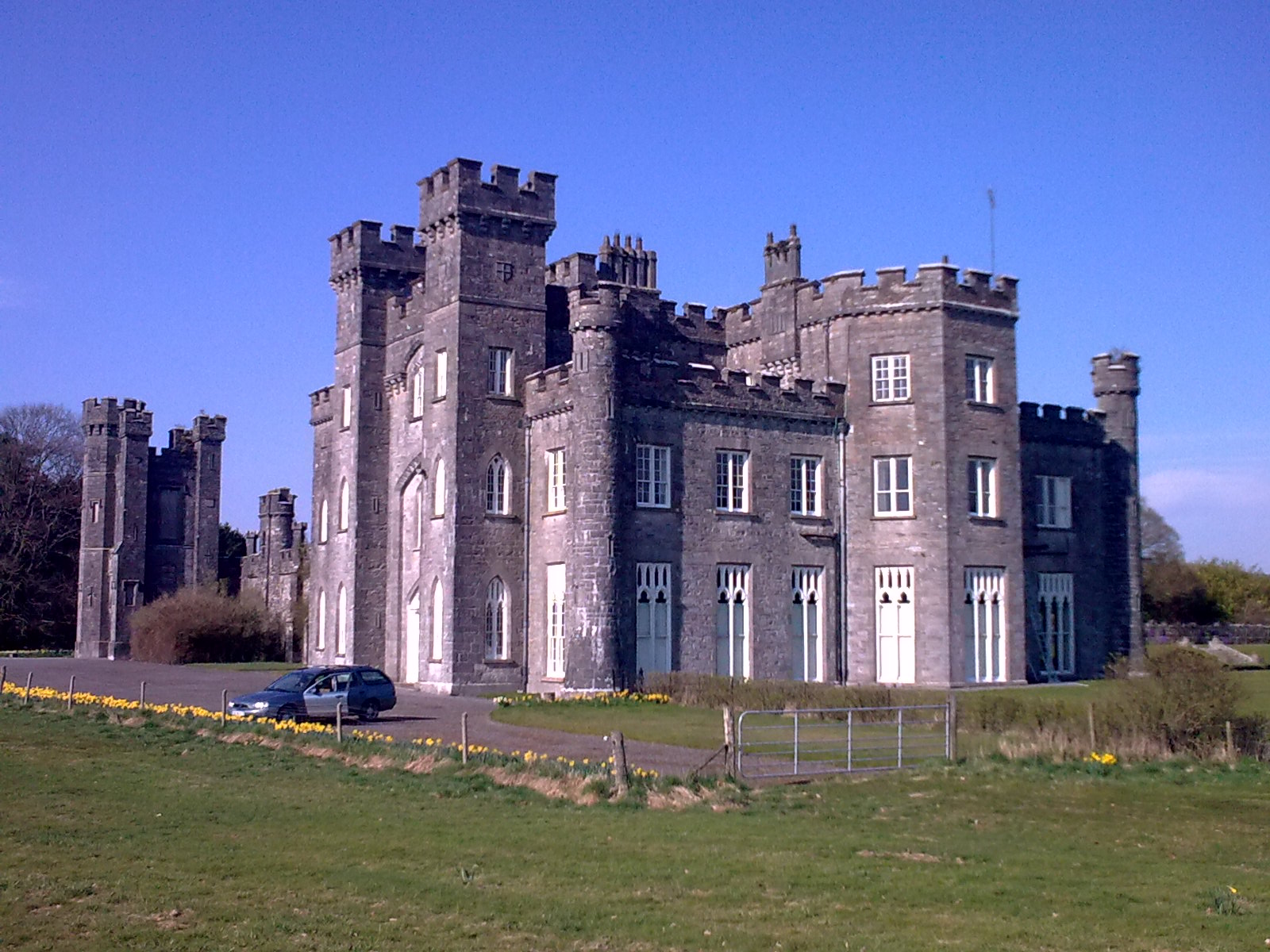
Il castello di Knockdrin

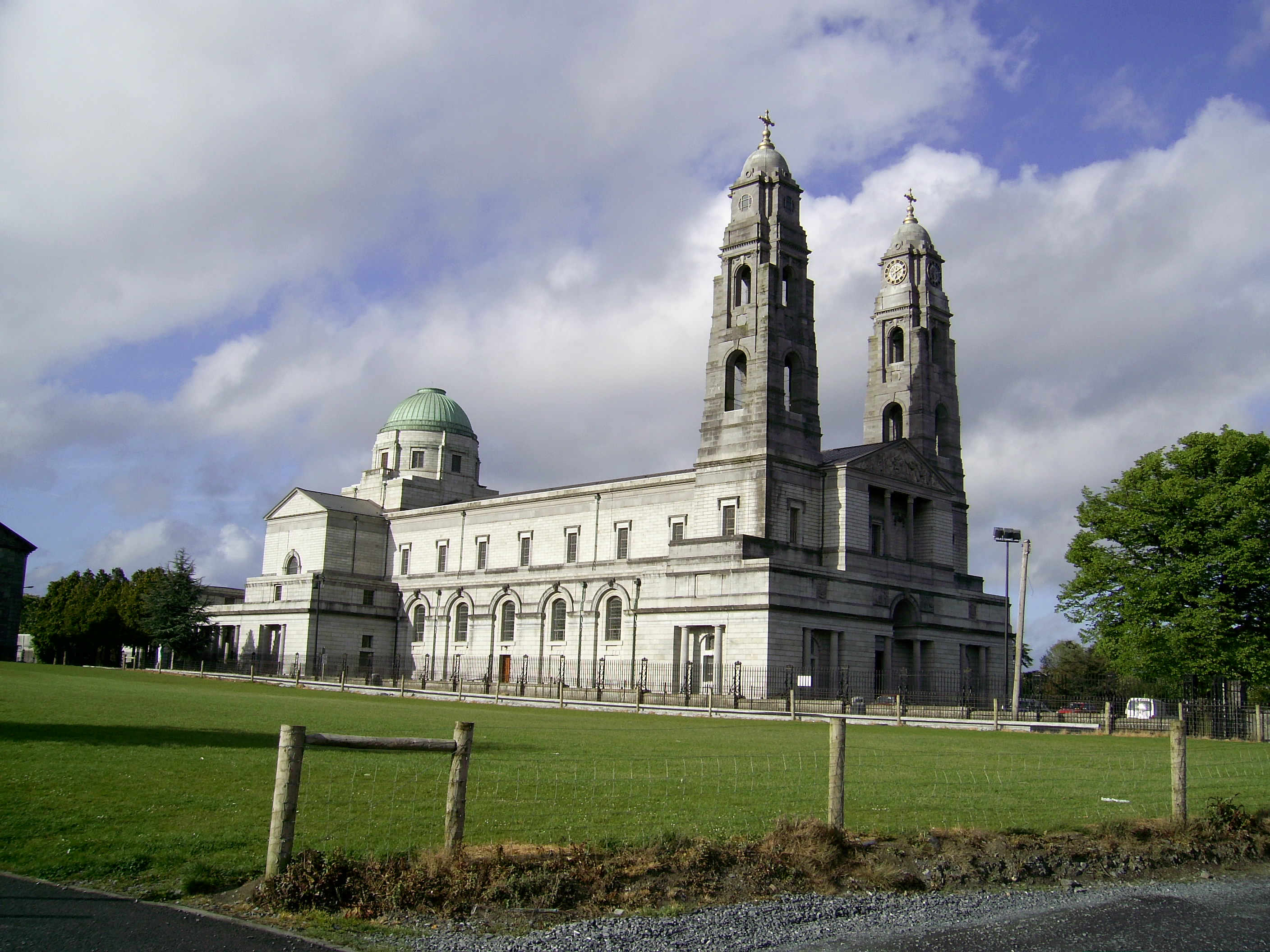
Cattedrale di Cristo re

Mullingar (forma anglicizzata) o An Muileann gCearr (in irlandese, lett. "il mulino basso") è il capoluogo di contea del Westmeath, in Irlanda e la sede della Diocesi Cattolica Romana del Meath; dispone di un town council.
La città si trova nella regione centrale dell'Irlanda e nei suoi dintorni si trova un masso posto a segnalare il punto centrale dell'isola.
Il territorio è pianeggiante e ricco di laghi; la zona è scarsamente popolata e l'agricoltura riveste ancora un ruolo significativo. La posizione di Mullingar la rende abbastanza importante, essendo situata lungo la strada che collega Dublino a Sligo Castlebar e al Donegal.

## Economia
Mullingar è l'epicentro di tutta l'attività commerciale e industriale delle Midlands irlandesi.
Negli ultimi anni l'economia della città ha conosciuto inoltre un esponenziale sviluppo, dovuto soprattutto alla presenza di importanti industrie nel campo manifatturiero IRALCO della plastica, Mergon, e della Pem Engineering.
Discreto il turismo: la città, molto gradevole e curata, ma soprattutto centro nevralgico dei trasporti irlandesi, attira molti visitatori sulle sponde dello Brusna a scattare foto alla chiesa di Christ the King, Mullingar (1939) urbano.

## Infrastrutture e trasporti
Grazie alla favorevole posizione geografica, che la colloca proprio al centro dell'isola, Mullingar è ottimamente servita dal punto di vista dei trasporti sia a livello locale che nazionale.
Servizi di autobus pubblici e privati operano da e per Mullingar. In particolare, la Bus Éireann fornisce collegamenti giornalieri verso Dublino e Sligo, Galway.
Mullingar è inoltre crocevia della linea ferroviaria che connette sempre le città di Dublino, Longford e Sligo.
La città dista 50 miglia (80 km) dall'Aeroporto Internazionale di Dublino, 145 miglia (240 km) dall'Aeroporto di Cork e 120 miglia (141 km) dall'Aeroporto Internazionale di Shannon.

## Sport
Le Mullingar Golf Club e il Castletown-Geoghegan Golf & Country Club sono due eccellenti percorsi per gli amanti del golf; la città è inoltre vicina ad altri importanti "courses", fra tutti il celebre Mount Temple Golf Club, che ne fa dunque una meta molto ambita per gli amanti di questo sport.
Vi sono anche un'importante squadra di calcio (Oliver Plunkett's Football Club) e una di rugby (Mullingar Rugby Club), entrambe piuttosto famose a livello nazionale.
Gli sport gaelici sono i più seguiti a Mullingar, in particolar modo l'hurling: la squadra della contea ha vinto nel 2004, per la prima volta nella sua storia, la prestigiosa Leinster final.